# 加油！菜鳥老師
《加油！菜鳥老師》（日语：勤しめ! 仁岡先生）是尾高純一的四格漫畫作品。
在史克威爾艾尼克斯《GANGAN POWERED》連載。經過兩次單篇短篇後，於季刊時期的2005年秋季號開始連載至2009年《GANGAN POWERED》休刊。之後轉到《月刊少年GANGAN》，於2009年4月號重新展開連載。

## 故事簡介
討厭小孩子的老師仁岡隆志，為了過著對討厭的小孩子們惡作劇的幸福生活而到某個國中教書。沒想到他表裡如一的態度以及拿掉眼鏡後意外可愛的童顏讓他受到部分學生和老師歡迎，數度被女學生和老師告白。後來，仁岡便過著被女性玩弄的日子。

## 登場角色

### 教師
仁岡 隆志（聲優：水島大宙）
本作主角。教數學的男老師。二年二班班導。被淺井稱為「大哥」。得意地說自己討厭小孩，卻還是當了國中老師。戴眼鏡，外表樸素，但拿下眼鏡後是個可愛少年。常有人說他個性像小孩子。
國中時曾經被同學排擠，從此討厭小孩（特別是國中生），為了能夠一個人生活下了很大的功夫（精通運動的個人技巧、認真讀書得到好成績等）。當國中老師也是為了消滅討厭的國中生。不過因為公私分明的信念，學生英文不好時會擔心，被熊襲擊時也有幫助學生，有盡到教師的本分。雖然動機詭異，考試時會考慮到學生的將來而認真出題。
喜歡吃甜食。曾說過沒有比巧克力更好吃的食物。有吃過紅豆大福與羊羹當午餐。
運動技巧高明，但因為抽菸而沒什麼體力。
學校到處都是老師和學生，所以能夠喘口氣的地方只有吸菸區。唯一的樂趣是一邊考慮隔天怎麼整學生一邊喝酒。
喜歡年長女性。自稱很有挑女性的眼光。
校長
外表為老好人，實際上有戀童癖。詳細情形不明，但以年輕時曾對學生出手為榮。現在以學生淺井為目標。
常做出為了博取學生歡心，而辦校外旅行等誇張行為。是個要是認真作事天就會塌下來的怪人。常扮演吃虧的角色。
河原 櫻
教體育的女性教師。2年1班班導。梅夫的姐姐。平時穿著體育外套，身高高窕的年輕女性。喜歡小孩子和可愛的東西，為了保護他們甚至能進行破壞行為。能用頭槌破壞學校牆壁，為了掩飾害羞而在牆上開洞，面對熊還能夠說出「我來殺她」，戰鬥力高強，今江、前田說她「身體能力已經不是人類了。感覺像怪物一樣」。
十分疼愛淺井，當初企圖阻止她接近仁岡，卻對拿下眼鏡後的仁岡一見鍾情，而後便一直纏著他。
河原 梅夫
擔任英語教師。2年4班班導。櫻的弟弟。從美國回來故擅長英語，但有時也會用怪怪的英文。
喜歡美麗的東西，認為國中生多愁善感的純粹心靈最美而喜歡國中生（蘿莉控）。此外，有重度的自戀傾向和戀姐情結。是個對拿下眼鏡後的仁岡一見鍾情的變態。和姊姊一樣喜歡國中生，但和姊姊不同，比較重視內心。
之所以會出國，是因為小時候受到姊姊溺愛後，認為自己非常美，為了測試自己的美而前往美國。變成大人後，姊姊因為他變成大人而非常失望，總是看著他小時候的照片感嘆「明明小時後這麼可愛的說」，並冷淡對待梅夫。不過他依然不受影響的喜歡姐姐，稱呼姊姊「Honey」。
會吐槽校長對淺井的感情，仁岡生病時認真替他看病，在作品裡算是比較有常識的人。雖然在班會時會講自己的美講到學生全都出神，但在英語課上會認真授課。
田村 澪
在履歷表上寫著「在花海中出生，體重只有一張A4紙，年齡幾乎永遠17歲」而被錄取的女老師。裝成一付乖孩子的樣子，本性相當黑暗。
教頭
只登場一次。是怪人教師陣容中唯一的正常人。

### 學生
淺井（聲優：水橋香織）
自稱不良少女的學生。本作主角。就讀二年二班。
雖然號稱不良少女，但除了染髮、穿耳洞、上課吃棒棒糖以外的話就像個優等生。會預習、複習而成績優秀，考試排名總是名列前茅。討厭菸味，在夏天會來打掃學校，實在不知道哪裡像是不良少女。
因為身材嬌小且體重輕，不穿制服看起來像是小學生。同學和老師因為她非常可愛，總是溫柔的對待她。
會在在學校走廊乘坐心愛的手推車到處跑。手推車是淺井的私人物品，靠著打工（幫忙父母）賺來的錢（零用錢）自己買的。
喜歡仁岡，原因是其他老師都因為她太可愛而不罵她，只有仁岡會責備她。
今江 幸（聲優：松岡由貴）
淺井的青梅竹馬、好朋友，同時是競爭仁岡的對手。
以前和淺井很要好，後來因為老師的獨斷作為（重新分班）而分離後，因為班級不同而敵視淺井。不過本人除了淺井以外沒有其他朋友又容易寂寞，雖然嘴巴說著壞話但實際上還是和淺井處得很好。
不擅長念書，笨到讓老師都會放棄。想教她念書反而會被她傳染笨蛋病菌。運動神經也很差，不過料理的能力數一數二。
常用死語，現在還在用PHS，總是使用跟不上時代的東西，也因此擅長歷史。
名字的幸是從作者養的文鳥而來。在第二集的目次也可以看到名字。
上原信徒之一。
上原
淺井的同班同學。今江尊稱他為「上大人」。惱羞成怒時會毆打老師，比自稱不良少女的傢伙們更像不良少女。此外，今江和前田給她和河原櫻一樣的評價：「身體能力已經不是人類了。感覺像怪物一樣」。
只要發現有趣的事就會優先行動，甚至願意為此耗費心力。面對有趣的事情時會成為萬能角色，只看漫畫就能精通足球，從午休到放學的短時間內就能做好洋裝，大部分的歌曲都記在腦海裡，歌聲能夠媲美歌手。有「因為有趣而隨便介入別人感情生活」的特技。
另一方面十分討厭讀書，在上課時會化身為空殼。因為都沒有念書所以成績很差，但真的要念的話很快就能記起來。討厭全熟蛋（喜歡半熟）。
最近常常找仁岡玩。原因似乎是因為他身邊總是會發生有趣的事。對本人來說就像是玩弄老師一樣。仁岡特別討厭她，但是她還蠻受到朋友喜愛。今江和前田已經成為了上原信徒，淺井也認為她「對朋友很好，講話也有點道理」。同時淺井也評論他「非常狂暴、沒有自制力，拳頭的速度已經達到光速的境界」，但因為犧牲者只有仁岡而沒有特別在意。實際上也只有仁岡受害。
雖然也是有點問題，但算是作品中比較有常識的人物。
前田 若菜
不和別人來往的孤高女學生。和淺井、上原同為2年2班。成績比淺井好。被今江稱呼為「少爺」。個人主義、相當不可愛。非常愛吃甜食。體力很差。看到雪會很開心。不覺得一個人去唱卡拉OK是寂寞的行為，唱歌不太好，和班導仁岡幾乎是同個模子印出來的翻版，不過認為自己比仁岡好。
身體虛弱（被球稍微碰到肩膀變大驚小怪，整年有一半的時間在感冒）而常去保健室，對保健室瞭若指掌。本人號稱治感冒的專家。
一開始認為不需要朋友，但被淺井、今江、上原等人當成朋友後，認為自己有朋友所以比仁岡優秀。
不太會作菜。以前曾經作過巧克力，自己是吃後評論為「很難被歸類在食物中，能感受到否定一切的惡意」。
現在和今江同為上原信徒。
福盛
就讀二年四班，足球社主將。
個性爽朗、成績優秀，同時又是足球社主將而受到大家歡迎。是個足球輸給新手的上原，被班導河原梅夫搞到靈魂出竅的可憐人物。作者也說他是個純粹的被害者。
喜歡上原，原因為「是施虐型的人」，是個重度的被虐狂。

## 漫畫單行本
| 集數 | 史克威爾艾尼克斯 | 史克威爾艾尼克斯       | 東立出版社     | 東立出版社             |
| 集數 | 發售日期         | ISBN                   | 發售日期       | ISBN                   |
| ---- | ---------------- | ---------------------- | -------------- | ---------------------- |
| 1    | 2006年10月21日   | ISBN 4-7575-1800-5     | 2008年2月22日  | ISBN 978-986-10-1076-2 |
| 2    | 2007年10月22日   | ISBN 978-4-7575-2137-7 | 2008年3月14日  | ISBN 978-986-10-1077-9 |
| 3    | 2008年8月22日    | ISBN 978-4-7575-2357-9 | 2009年3月3日   | ISBN 978-986-10-2417-2 |
| 4    | 2009年8月22日    | ISBN 978-4-7575-2652-5 | 2010年2月1日   | ISBN 978-986-10-4325-8 |
| 5    | 2010年5月22日    | ISBN 978-4-7575-2872-7 | 2010年10月19日 | ISBN 978-986-10-5823-8 |
| 6    | 2011年6月22日    | ISBN 978-4-7575-3252-6 | 2012年3月20日  | ISBN 978-986-10-8192-2 |
| 7    | 2012年8月22日    | ISBN 978-4-7575-3690-6 | 2013年5月23日  | ISBN 978-986-317-856-9 |
| 8    | 2013年11月22日   | ISBN 978-4-7575-4129-0 | 2014年10月16日 | ISBN 978-986-337-779-5 |

## 外部連結
- GANGAN NET－加油！菜鳥老師（页面存档备份，存于）